# Радищево (Калужская область)
Ради́щево — деревня в сельском поселении «Село Маклино» Малоярославецкого района Калужской области России.

## География
Деревня расположена на южной окраине Малоярославца, между Киевским М3 и Варшавским А130 шоссе, на берегу реки Карижка.

## История
Со времени правления Ивана Грозного сельцо Немцово принадлежало дворянскому роду Радищевых.
Село упоминается в платёжных книгах Малоярославецкого уезда 1620—1621 годов:
За Купаем Елизарьевым сыном Радищева в вотчине сельцо Немцово, да пустошь, что было сельцо Селиверстова. В живущем четь без третника пашни. Денег рубль восмь алтын пять денег. Взято.
С допетровских времён село относилось к Малоярославецкому уезду, а в период упразднения уезда в 1796—1802 годах — к Боровскому уезду.
В 1684 году в селе родился стародубский полковник, бригадир Афанасий Прокофьевич Радищев, при нём в Малоярославце была построена каменная церковь Пресвятой Богородицы. В село он вернулся после отставки и прожил здесь последние годы. После его смерти село перешло к его сыну — Николаю Афанасьевичу Радищеву. При нём в селе проживали 173 души мужского пола.

### Немцово при А. Н. Радищеве
В селе прошло детство сына Николая Афанасьевича Александра Николаевича Радищева — впоследствии писателя, философа, автора «Путешествия из Петербурга в Москву». Здесь же, в Немцово, он поселился после возвращения из ссылки в июле 1797 года. При нём в селе имелось 36 дворов и 360 крестьян. В имении он прожил до 1801 года и оставил многочисленные описания села и населявших его крестьян. Вот как описывал А. Н. Радищев общий план имения:
Начинается межа нашего владения, и дорога спускается по пригорку, и подъехав к спуску, довольно крутому, едва по мелкому камню текущей речки, по левую сторону виден пространный яблоневый сад, плетнем огороженный, за ним высокая роща, несколько хижин, покрытых соломою, между ними видны остатки каменного дома, который даже в развалинах своих ничего готического не представляет. В правую сторону от дороги, за речкою, построена деревня, из 36 дворов состоящая.

Прямо против двора, при въезде стоят три березы, современницы моего детства, так напомнившие мне о беззаботном начале жития человеческого и нередко о горестном его окончании.
Само имение А. Н. Радищев застал в разорённом состоянии (его отец последние годы жил в другом имении Радищевых — Верхнем Аблязове в Поволжье):
Немцово я нашел в великой расстройке и, можно сказать, в разорении. У каменного дома развалились даже стены. Я живу в лачуге, в которую сквозь соломенную крышу течет… Сад как вызяб, посадки не было, забора нет. Немцово заложено в банке, и оброл весь идет туда. Посуда вся вывезена, новопостроенная связь продана, лес в значительной степени вырублен.
В ходе пребывания в Немцове Радищев продолжал работать, им были написаны «Описание моего владения», поэма «Бова», «Песни, петые на состязаниях в честь древних славянских божеств», «Песнь историческая», начата работа над «Памятником дактилохореическому витязю» и «Осмнадцатым столетием». Интересны его заметки о быте окружавших его крестьян, в том числе и о крестьянской одежде:
Мимоходом заметим, что в России вообще три рода женского платья в простом народе, опричь того, которое носят, подражая высшим, сарафан, понева и полушубок или телогрейка с юбкою. У нас носят поневы, то есть короткая шерстяная юбка, узоры которых доказывают её финское происхождение; рубаха шитая. Девки ходят в одних рубахах; летом у мужчин рубахи с шитым подолом, воротом и красные оплечья, и листовки. Все сие заставляет думать, что толико легкое одеяние происхождение своё имеет из теплых климатов. Полушубок есть греческое; сарафан, может быть, славянское.
В 1801 году А. Н. Радищев вернулся в Санкт-Петербург.

### Дальнейшая история
Во время Малоярославецкого сражения 12 (24) октября 1812 года в Немцово располагался штаб М. И. Кутузова.
31 октября 1920 года переименовано в Радищево. По другим сведениям село Немцово переименовано постановлением НКВД 6 сентября 1922 года.
В 50-е годы XX века в селе была расположена бригада колхоза «Большевик».

## Население
| 2002 | 2010 |
| ---- | ---- |
| 104  | ↘80  |